# Aeroportul Regional Lynchburg
Aeroportul Regional Lynchburg (IATA: LYH, ICAO: KLYH, FAA LID: LYH) este un aeroport din Virginia, Statele Unite ale Americii ce deservește zona Lynchburg⁠(d). Aeroportul a fost tranzitat în 2019 de 186.412 pasageri. Numele i-a fost atribuit în funcție de zona deservită.
Situat la o altitudine de 286 m, aeroportul dispune de 2 piste.

## Infrastructură

### Piste
Aeroportul dispune de 2 piste. Pista 04/22 are suprafața de asfalt și dimensiunile 7.100 picioare × 150 picioare. Pista 17/35 are suprafața de asfalt și dimensiunile 3.386 picioare × 75 picioare. 